# Боровик (Дрење)
Боровик (хрв. Borovik) је насељено место у општини Дрење, Осјечко-барањска жупанија, Хрватска.

## Историја
До територијалне реорганизације у Хрватској био је у саставу старе општине Ђаково.

## Становништво
У попису становништва из 2011. године, Боровик је имао 6 становника.
| Број становника према пописима | Број становника према пописима | Број становника према пописима | Број становника према пописима | Број становника према пописима | Број становника према пописима | Број становника према пописима | Број становника према пописима | Број становника према пописима | Број становника према пописима | Број становника према пописима | Број становника према пописима | Број становника према пописима | Број становника према пописима | Број становника према пописима | Број становника према пописима |
| ------------------------------ | ------------------------------ | ------------------------------ | ------------------------------ | ------------------------------ | ------------------------------ | ------------------------------ | ------------------------------ | ------------------------------ | ------------------------------ | ------------------------------ | ------------------------------ | ------------------------------ | ------------------------------ | ------------------------------ | ------------------------------ |
| 1857                           | 1869                           | 1880                           | 1890                           | 1900                           | 1910                           | 1921                           | 1931                           | 1948                           | 1953                           | 1961                           | 1971                           | 1981                           | 1991                           | 2001                           | 2011                           |
| 103                            | 144                            | 109                            | 105                            | 115                            | 141                            | 138                            | 160                            | 0                              | 56                             | 66                             | 39                             | 9                              | 1                              | 4                              | 6                              |

Напомена: Године 1948. без становника.

### Попис1991.
У попису становништва из 1991. године, Боровик је имао 1 становника, следећег националног састава:
| Попис 1991.‍ | Попис 1991.‍ | Попис 1991.‍ | Попис 1991.‍ | Попис 1991.‍ |
| ----------- | ----------- | ----------- | ----------- | ----------- |
|             |             |             |             |             |
| Хрвати      | Хрвати      |             | 1           | 100%        |
| укупно: 1   |             |             |             |             |

### Попис1910.
| Боровик                                                                | Боровик |
| ---------------------------------------------------------------------- | --- |
| језик                                                                  | вера |
| укупно: 141 Српски 125 (88,65%) Мађарски 14 (9,92%) Хрватски 2 (1,41%) | <div style="border:solid transparent;position:absolute;width:100px;line-height:0; укупно: 141 Православци 125 (88,65%) Римокатолици 16 (11,34%) - (-%) |